# Élection présidentielle hondurienne de 2017
L'élection présidentielle hondurienne de 2017 se déroule le 26 novembre 2017 au Honduras dans le cadre des élections générales. Elle voit la réélection, contestée par l'opposition, du président Juan Orlando Hernández.

## Contexte
Juan Orlando Hernández remporte le 12 mars 2017 la primaire du Parti national et devient le premier président sortant de l'histoire du Honduras à se représenter à sa propre réélection, la constitution interdisant jusqu'alors cette pratique.

## Mode de scrutin
Le président du Honduras est élu pour quatre ans au scrutin uninominal majoritaire à un tour
Le droit de vote s'acquiert à 21 ans. Il est obligatoire, mais en pratique aucune sanction n'est faite aux abstentionnistes.

## Résultats
| Partis                   | Partis                                     | Candidats                | Voix      | %     |
| ------------------------ | ------------------------------------------ | ------------------------ | --------- | ----- |
|                          | Parti national (PN)                        | Juan Orlando Hernández   | 1 412 055 | 42,98 |
|                          | Liberté et refondation (Libré)             | Salvador Nasralla        | 1 359 578 | 41,38 |
|                          | Parti de l'innovation et de l'unité (PINU) | Salvador Nasralla        | 1 359 578 | 41,38 |
|                          | Parti libéral (PL)                         | Luis Zelaya              | 484 031   | 14,73 |
|                          | Alliance patriotique hondurienne           | Romeo Velásquez          | 6 764     | 0,21  |
|                          | Parti anti corruption (PAC)                | Marlene Alvarenga        | 6 091     | 0,19  |
|                          | Parti démocrate-chrétien (PDC)             | Lucas Aguilera           | 5 937     | 0,18  |
|                          | Parti de l'unification démocratique (PUD)  | Alfonso Narváez          | 4 668     | 0,14  |
|                          | Front large                                | Isaías Aguilar           | 3 160     | 0,10  |
|                          | Parti du mouvement solidaire               | Eliseo Reyes             | 2 966     | 0,09  |
|                          |                                            |                          |           |       |
| Votes valides            | Votes valides                              | Votes valides            | 3 285 250 | 94,45 |
| Votes blancs et nuls     | Votes blancs et nuls                       | Votes blancs et nuls     | 193 008   | 5,55  |
| Total                    | Total                                      | Total                    | 3 478 258 | 100   |
| Abstention               | Abstention                                 | Abstention               | 2 568 615 | 42,48 |
| Inscrits / participation | Inscrits / participation                   | Inscrits / participation | 6 046 873 | 57,52 |

Les résultats donnent Juan Orlando Hernández (Parti national) réélu avec 43,0 % des voix, face notamment à Salvador Nasralla (alliance du parti Liberté et refondation, gauche, et du Parti de l'innovation et de l'unité, centre-gauche : 41,4 %), malgré une large avance de  ce dernier lors de l'annonce des résultats provisoires, et après plusieurs jours d'arrêt du dépouillement. Les opposants manifestent, estimant ces résultats frauduleux. Le gouvernement décrète l'état d'urgence, et au moins onze personnes sont tuées lors d'affrontements avec les forces de l'ordre.
Le 10 décembre 2017, le Tribunal suprême électoral confirme la victoire de Juan Orlando Hernandez à l'issue du recomptage de 4 753 urnes aux bulletins de vote contestés.